# Dublin (Indiana)
Pour les articles homonymes, voir Dublin (homonymie).
La ville de Dublin est située dans le comté de Wayne, dans l’État de l’Indiana, aux États-Unis. Sa population s’élevait à 790 habitants lors du recensement de 2010, estimée à 753 habitants en 2017.

## Histoire
Dublin a été établie en 1830. Elle est nommée d’après la ville de Dublin, en Irlande. Dublin dispose d’un bureau de poste depuis 1833.

## Démographie
| Groupe            | Dublin | Indiana | États-Unis |
| ----------------- | ------ | ------- | ---------- |
| Blancs            | 98,0   | 84,3    | 72,4       |
| Métis             | 1,3    | 2,0     | 2,9        |
| Asiatiques        | 0,5    | 1,6     | 4,8        |
| Afro-Américains   | 0,3    | 9,1     | 12,6       |
| Autres            | 0,0    | 3,0     | 7,3        |
| Total             | 100    | 100     | 100        |
|                   |        |         |            |
| Latino-Américains | 0,9    | 6,0     | 16,7       |

Selon l'American Community Survey, pour la période 2011-2015, 96,24 % de la population âgée de plus de 5 ans déclare parler anglais à la maison, alors que 1,95 % déclare parler l'espagnol, 1,53 % le français et 0,28 % l'allemand.

## Source
- (en) Cet article est partiellement ou en totalité issu de l’article de Wikipédia en anglais intitulé « Dublin, Indiana » (voir la liste des auteurs).

1. ↑  (en) Young, Andrew White, History of Wayne County, Indiana, from Its First Settlement to the Present Time, R. Clarke & Company, 1872, 262 p. (lire en ligne).
2. ↑  (en) « Profile for Dublin, IN », ePodunk (en) (consulté le 7 juillet 2016).
3. ↑  (en) « Wayne County », Jim Forte Postal History (consulté le 7 juillet 2016).
4. ↑  (en) « Dublin, IN Population - Census 2010 and 2000 », sur censusviewer.com.
5. ↑  (en) « Population of Indiana - Census 2010 and 2000 », sur censusviewer.com.
6. ↑  (en) « Language spoken at home by ability to speak English for the population 5 years and over », sur factfinder.census.gov.